# Sulitjelmaisen
Sulitjelmaisen eller Sulitjelmabreen (lulesamisk: Sálajiegŋa) er en gletcher som dækker store dele af Sulitjelmamassivet på grænsen mellem Norge og Sverige; den ligger øst for byen Sulitjelma i Fauske kommune i Nordland fylke. Med et areal på 44 km² er den Skandinaviens niende største isbre.
Arealet er fordelt med 3/4 på norsk side og 1/4 på svensk side. Øst for Sulitjelmaisen ligger Stuorrajiegŋa, som er Sveriges største isbræ. En bjergryg som på det smalleste er under 500 m bred, skiller disse gletchere. Hovedparten af smeltevandet fra bræen løber mod øst til Piteälven i Sverige.
Ved bunden af Sulitjelmaisen, øst for den navnløse sø (879 moh.) som Lájrrojåhkå kommer fra, har Tarfala forskningsstation en målestation for glaciologiske og meteorologiske målinger.
es/>

## Eksterne kilder og henvisninger
1. ↑  De største bræer i Norge Arkiveret 18. juli 2011 hos  Wayback Machine, Norges vassdrags- og energidirektorat
2. ↑  De största glaciärerna Arkiveret 7. september 2010 hos  Wayback Machine, Svenska Turistföreningen
3. ↑  Tarfala forskningsstation Arkiveret 6. oktober 2015 hos  Wayback Machine, Institutionen för naturgeografi och kvartärgeologi, Stockholms universitet

- Sulitjelmabreen på Store norske leksikon